# Cratere Sasserides

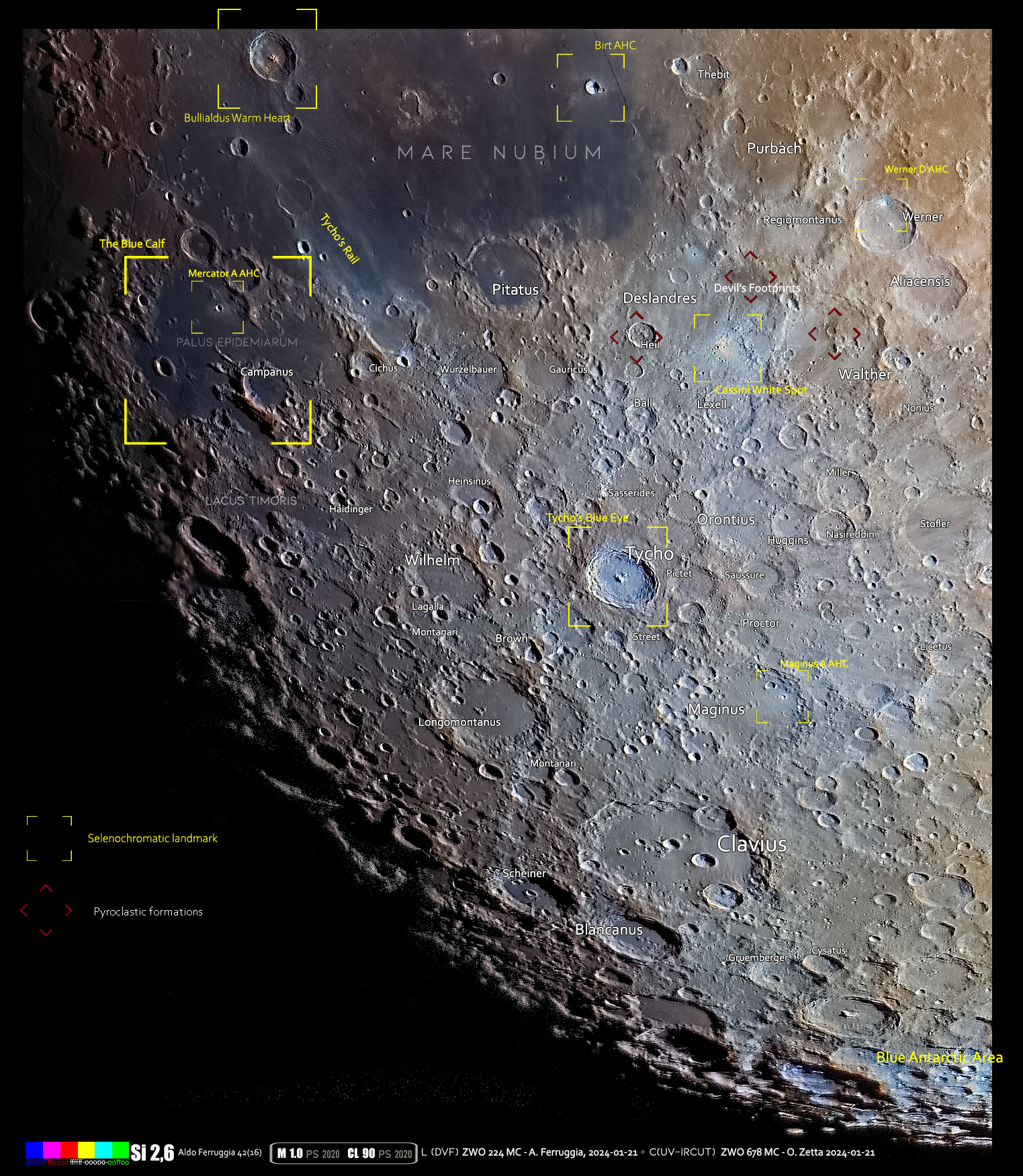
L'area del cratere in formato selenocromatico

Sasserides è un cratere lunare di 81,74 km situato nella parte sud-occidentale della faccia visibile della Luna.